# Либерал (Мисури)
Либерал (енгл. Liberal) град је у америчкој савезној држави Мисури.

## Демографија
По попису из 2010. године број становника је 759, што је 20 (-2,6%) становника мање него 2000. године.
| Група             | 2000.       | 2010.       |
| Белци             | 741 (95,1%) | 708 (93,3%) |
| Афроамериканци    | 2 (0,3%)    | 4 (0,5%)    |
| Азијати           | 1 (0,1%)    | 1 (0,1%)    |
| Хиспаноамериканци | 9 (1,2%)    | 14 (1,8%)   |
| Укупно            | 779         | 759         |